# Un certain regard
Az Un certain regard (magyarul kb.: „egy bizonyos tekintet”, „egy bizonyos szemszög”), szokásos rövidítése UCR, a cannes-i fesztivál hivatalos válogatásának versenyprogramon kívüli, önálló szekciója, melyet 1978-ban alapított Gilles Jacob, a fesztivál újonnan kinevezett főbiztosa, az előző évek versenyen kívüli szekcióinak (Les Yeux fertiles, L’Air du Temps, Le Passé Composé) összevonásával.
A szekció a legkülönfélébb, a filmművészethez közvetlenül vagy közvetve kapcsolódó, fiatal, vagy kevésbé ismert filmrendezők, gyakran atipikus alkotásait gyűjti össze és mutatja be, elsősorban azért, hogy elősegítse e filmek forgalmazását. Programjába minden évben mintegy húsz filmet válogatnak be.
A szekció filmjei a kezdetek óta részt vesznek az Arany Kameráért folyó versenyben, 1998 óta viszont önálló díjat is kapnak, Un certain regard-díj (Prix Un certain regard) elnevezéssel, melyet egy 4-6 fős zsűri ítél oda. A díjjal járó 30 000 euró nem közvetlenül a film készítőit, hanem azt a francia forgalmazót illeti, amely műsorra tűzi a filmet Franciaországban. 2005 óta a díjat alapítvány támogatja, ezért hivatalos neve Prix Un certain regard – Fondation Gan pour le cinéma. A szekció fődíja mellett a zsűri egyes filmeket egyéb elismerésben is részesítheti, kiosztva számukra külön dicséretet, a zsűri díját, illetve más, többségében egyedi, a filmre szabott fantázia elnevezéssel bíró díjat.

## Díjazottak
| Év   | Film                                                               | Díjátvevő                                                | Ország                                           | Díj                                              |
| ---- | ------------------------------------------------------------------ | -------------------------------------------------------- | ------------------------------------------------ | ------------------------------------------------ |
| 1998 | Tueur à gage (Killer)                                              | Darezsan Omirbajev                                       | KAZ                                              | Un Certain Regard díj                            |
| 1999 | Beautiful People (Boldog emberek)                                  | Jasmin Dizar                                             | GBR                                              | Un Certain Regard díj                            |
| 2000 | Things you can tell just by looking at her (A nő ötször)           | Rodrigo Garcia                                           | USA                                              | Un Certain Regard díj                            |
| 2000 | Eu Tu Eles (Én, te, ők)                                            | Andrucha Waddington                                      | BRA                                              | Külön dicséret                                   |
| 2001 | Amour d'enfance                                                    | Yves Caumon                                              | FRA                                              | Un Certain Regard díj                            |
| 2002 | Sud Senaeha                                                        | Apichatpong Weerasethakul                                | THA                                              | Un Certain Regard díj                            |
| 2003 | La Meglio gioventu (Szépséges fiatalság)                           | Marco Tullio Giordana                                    | ITA                                              | Un Certain Regard díj                            |
| 2003 | Mille Mois                                                         | Faouzi Bensaïdi                                          | MAR                                              | Az első tekintet díja                            |
| 2003 | Talaye Sorgh (Vér és arany)                                        | Dzsafar Panahi                                           | IRN                                              | A zsűri díja                                     |
| 2004 | Moolaadé (Moolaadé)                                                | Ousmane Sembene                                          | SEN                                              | Un Certain Regard díj                            |
| 2004 | Whisky                                                             | Juan Pablo Rebella és Pablo Stoll                        | URU                                              | Az eredeti tekintet díja                         |
| 2004 | Khakestar-o-khak                                                   | Atig Rahimi                                              | AFG                                              | A tekintet a jövő felé díja                      |
| 2005 | Moartea Domnului Lazarescu (Lazarescu úr halála)                   | Cristi Puiu                                              | ROM                                              | Un Certain Regard díj                            |
| 2005 | Le Filmeur                                                         | Alain Cavalier                                           | FRA                                              | Az intimitás díja                                |
| 2005 | Delwende                                                           | S. Pierre Yameogo                                        | BFA                                              | A reménység díja                                 |
| 2006 | Csiang cseng hszia zsi (Jiang cheng xia ri) (Luxusautó)            | Vang Csao (Wang Chao)                                    | CHN                                              | Un Certain Regard díj                            |
| 2006 | Ten Canoes (Tíz kenu)                                              | Rolf de Heer                                             | AUS                                              | A zsűri különdíja                                |
| 2006 | Cum mi-am petrecut sfarsitul lumii (Hogyan éltem túl a világvégét) | Doroteea Petre                                           | ROM                                              | A legjobb női alakítás díja                      |
| 2006 | El Violín                                                          | Ángel Tavira                                             | MEX                                              | A legjobb férfi alakítás díja                    |
| 2006 | Meurtrières (Gyilkos lányok)                                       | Patrick Grandperret                                      | FRA                                              | A zsűri elnökének díja                           |
| 2007 | California Dreamin' (Nesfarsit) (California Dreamin')              | Cristian Nemescu                                         | ROM                                              | Un Certain Regard díj                            |
| 2007 | Actrices (Színésznők)                                              | Valeria Bruni Tedeschi                                   | FRA                                              | A zsűri külön díja                               |
| 2007 | Bikur Ha-Tizmoret (A zenekar látogatása)                           | Eran Kolirin                                             | ISR                                              | A szűri kedvence                                 |
| 2008 | Tulpan (Tulpan)                                                    | Szergej Dvorcevoj                                        | KAZ                                              | Un Certain Regard díj                            |
| 2008 | Tôkyô sonata (Tokió szonáta)                                       | Kuroszava Kijosi                                         | JPN                                              | A zsűri díja                                     |
| 2008 | Wolke Neun (Kilencedik mennyország)                                | Andreas Dresen                                           | DEU                                              | A zsűri kedvence                                 |
| 2008 | Tyson                                                              | James Toback                                             | USA                                              | Un Certain Regard „K.O. díja”                    |
| 2008 | Johnny Mad Dog (Őrült Johnny)                                      | Jean-Stéphane Sauvaire                                   | FRA                                              | A reménység díja                                 |
| 2009 | Kynodontas (Kutyafog)                                              | Jórgosz Lánthimosz                                       | GRE                                              | Un Certain Regard díj                            |
| 2009 | Politist, adjectiv (Rendészet, nyelvészet)                         | Corneliu Porumboiu                                       | ROM                                              | A zsűri díja                                     |
| 2009 | Kasi az gorbehaye irani khabar nadareh (Perzsa macskák)            | Bahman Ghobadi                                           | IRN                                              | Un Certain Regard különdíj                       |
| 2009 | Le père de mes enfants (Gyermekeim apja)                           | Mia Hansen-Løve                                          | FRA                                              | Un Certain Regard különdíj                       |
| 2010 | Hahaha                                                             | Hong Szangszu (홍상수, Hong Sang-soo)                    | KOR                                              | Un Certain Regard díj                            |
| 2010 | Octubre                                                            | Daniel Vega és Diego Vega                                | PER                                              | A zsűri díja                                     |
| 2010 | Los labios                                                         | Victoria Raposo, Eva Bianco és Adela Sanchez             | ARG                                              | A legjobb női alakítás díja                      |
| 2011 | Arirang                                                            | Kim Gidok (김기덕, Kim Ki-duk)                           | KOR                                              | Un Certain Regard díj                            |
| 2011 | Halt auf freier Strecke (Járhatatlan út)                           | Andreas Dresen                                           | GER                                              | Un Certain Regard díj                            |
| 2011 | Elena                                                              | Andrej Zvjagincev                                        | RUS                                              | A zsűri különdíja                                |
| 2011 | Bé omid é didar (Goodbye)                                          | Mohammad Rasoulof                                        | IRN                                              | Un Certain Regard különdíj                       |
| 2012 | Después de Lucía                                                   | Michel Franco                                            | MEX                                              | Un Certain Regard díj                            |
| 2012 | Le grand soir                                                      | Benoit Delépine és Gustave de Kervern                    | FRA                                              | A zsűri különdíja                                |
| 2012 | Laurence Anyways (Így is, úgy is Laurence)                         | Suzanne Clément                                          | CAN                                              | A legjobb női alakítás díja                      |
| 2012 | À perdre la raison (Gyermekeink)                                   | Émilie Dequenne                                          | BEL                                              | A legjobb női alakítás díja                      |
| 2012 | Djeca (Szarajevó gyermekei)                                        | Aida Begić                                               | BIH                                              | A zsűri külön dicsérete                          |
| 2013 | L'image manquante (A hiányzó kép)                                  | Rithy Panh                                               | CAM                                              | Un Certain Regard díj                            |
| 2013 | Omar                                                               | Hany Abu-Assad                                           | PLE                                              | A zsűri díja                                     |
| 2013 | L'inconnu du lac (Idegen a tónál)                                  | Alain Guiraudie                                          | FRA                                              | A rendezés díja                                  |
| 2013 | La jaula de oro (Az ígéret földje) szereplőgárdája                 | Diego Quemada-Diez                                       | MEX                                              | Egy bizonyos tehetség díja                       |
| 2013 | Fruitvale Station (A megálló)                                      | Ryan Coogler                                             | USA                                              | A jövő díja                                      |
| 2014 | Fehér isten                                                        | Mundruczó Kornél                                         | HUN                                              | Un Certain Regard díj                            |
| 2014 | Turist (Lavina)                                                    | Ruben Östlund                                            | SWE                                              | A zsűri díja                                     |
| 2014 | The Salt of the Earth (A Föld sója)                                | Juliano Ribeiro Salgado és Wim Wenders                   | FRA, ITA, BRA                                    | Un Certain Regard különdíja                      |
| 2014 | Party Girl                                                         | Marie Amachoukeli-Barsacq, Claire Burger és Samuel Theis | FRA                                              | Együttesdíj                                      |
| 2014 | Charlie's Country (Az őslakos)                                     | David Gulpilil                                           | AUS                                              | A legjobb színész díja                           |
| 2015 | Hrútar (Kosok)                                                     | Grímur Hákonarson                                        | ISL                                              | Un Certain Regard díj                            |
| 2015 | Zvizdan                                                            | Dalibor Matanić                                          | HRV                                              | A zsűri díja                                     |
| 2015 | Kisibe no tabi                                                     | Kuroszava Kijosi                                         | JPN                                              | A rendezés díja                                  |
| 2015 | Comoara (A kincs)                                                  | Corneliu Porumboiu                                       | ROM                                              | Egy bizonyos tehetség díja                       |
| 2015 | Masaan                                                             | Neeraj Ghaywan                                           | IND                                              | A jövő díja                                      |
| 2015 | Nahid                                                              | Ida Panahandeh                                           | IRN                                              | A jövő díja                                      |
| 2016 | Hymyilevä mies (Olli Mäki legboldogabb napja)                      | Juho Kuosmanen                                           | FIN                                              | Un Certain Regard díj                            |
| 2016 | Fucsi ni tacu                                                      | Fukada Kódzsi                                            | JPN                                              | A zsűri díja                                     |
| 2016 | Captain Fantastic                                                  | Matt Ross                                                | USA                                              | A rendezés díja                                  |
| 2016 | Voir du pays (Világot látni)                                       | Delphine Coulin és Muriel Coulin                         | FRA GRE                                          | A legjobb forgatókönyv díja                      |
| 2016 | Le tortue rouge (A vörös teknős)                                   | Michael Dudok de Wit                                     | FRA JPN                                          | Un Certain Regard különdíj                       |
| 2017 | Lerd                                                               | Mohammad Rasoulof                                        | IRN                                              | Un Certain Regard díj                            |
| 2017 | Las hijas de Abril (April lánya)                                   | Michel Franco                                            | MEX                                              | A zsűri díja                                     |
| 2017 | Wind River (Wind River – Gyilkos nyomon)                           | Taylor Sheridan                                          | USA                                              | A rendezés díja                                  |
| 2017 | Fortunata                                                          | Jasmine Trinca                                           | ITA                                              | A legjobb női alakítás díja                      |
| 2017 | Barbara                                                            | Mathieu Amalric                                          | FRA                                              | A film költészetének díja                        |
| 2018 | Gräns                                                              | Ali Abbasi                                               | SWE                                              | Un Certain Regard díj                            |
| 2018 | Chuva é Cantoria na Aldeia dos Mortos                              | João Salaviza és Renée Nader Messora                     | BRA PRT                                          | A zsűri díja                                     |
| 2018 | Donbasz / Донбáс                                                   | Szergej Loznica                                          | UKR                                              | A rendezés díja                                  |
| 2018 | Sofia                                                              | Meryem Benm’Barek                                        | BEL                                              | A legjobb forgatókönyv díja                      |
| 2018 | Girl                                                               | Victor Polster                                           | BEL                                              | A legjobb színész díja                           |
| 2019 | A vida invisível de Eurídice Gusmão (Egy nő láthatatlan élete)     | Karim Aïnouz                                             | BRA GER                                          | Un Certain Regard díj                            |
| 2019 | O que arde                                                         | Olivier Laxe                                             | ESP                                              | A zsűri díja                                     |
| 2019 | Dylda                                                              | Kantemir Balagov                                         | RUS                                              | A rendezés díja                                  |
| 2019 | Chambre 212                                                        | Chiara Mastroianni                                       | FRA                                              | A legjobb színész díja                           |
| 2019 | Liberté                                                            | Albert Serra                                             | ESP                                              | A zsűri különdíja                                |
| 2019 | La femme de mon frère                                              | Monia Chokri                                             | CAN                                              | A zsűri kedvence                                 |
| 2019 | The Climb                                                          | Michael Covino                                           | USA                                              | A zsűri kedvence                                 |
| 2019 | Jeanne                                                             | Bruno Dumont                                             | FRA                                              | A zsűri külön dicsérete                          |
| 2020 | A Covid19-pandémia miatt nem osztottak ki díjat.                   | A Covid19-pandémia miatt nem osztottak ki díjat.         | A Covid19-pandémia miatt nem osztottak ki díjat. | A Covid19-pandémia miatt nem osztottak ki díjat. |
| 2021 | Razzsimaja kulaki (Разжимая кулаки)                                | Kira Kovalenko                                           | RUS                                              | Un Certain Regard díj                            |
| 2021 | Grosse Freiheit (Nagy szabadság)                                   | Sebastian Meise                                          | AUT                                              | A zsűri díja                                     |
| 2021 | Bonne mère (Jó anya)                                               | Hafsia Herzi                                             | FRA                                              | Összhang-díj                                     |
| 2021 | La civil                                                           | Teodora Ana Mihai                                        | BEL ROM MEX                                      | A merészség díja                                 |
| 2021 | Lamb (Bárány)                                                      | Valdimar Jóhannsson                                      | ISL                                              | Az eredetiség díja                               |
| 2021 | Noche de Fuego (Imádság az elraboltakért)                          | Tatiana Huezo                                            | MEX                                              | Külön dicséret                                   |
| 2022 | Les pires (A legrosszabbak)                                        | Lise Akoka, Romane Gueret                                | FRA                                              | Un Certain Regard díj                            |
| 2022 | Joyland                                                            | Saim Sadiq                                               | PAK                                              | A zsűri díja                                     |
| 2022 | Metronom                                                           | Alexandru Belc                                           | ROM FRA                                          | A rendezés díja                                  |
| 2022 | Corsage (Fűző)                                                     | Vicky Krieps                                             | AUT LUX GER FRA                                  | A legjobb alakítás díja (megosztva)              |
| 2022 | Harka                                                              | Adam Bessa                                               | FRA LUX TUN BEL                                  | A legjobb alakítás díja (megosztva)              |
| 2022 | Mediterranean Fever (Mediterrán láz)                               | Maha Haj                                                 | PLE GER FRA · CYP QAT                            | A legjobb forgatókönyv díja                      |
| 2022 | Rodéo (Rodeó)                                                      | Lola Quivoron                                            | FRA                                              | A zsűri kedvence                                 |
| 2023 | How to Have Sex (Hogyan szexeljünk)                                | Molly Manning Walker                                     | UK GRE                                           | Un Certain Regard díj                            |
| 2023 | Les Meutes                                                         | Kamal Lazraq                                             | MAR FRA BEL QAT SAU                              | A zsűri díja                                     |
| 2023 | Kadib Abyad                                                        | Asmae El Moudir                                          | MAR QAT SAU EGY                                  | A rendezés díja                                  |
| 2023 | Augure                                                             | Baloji Tshiani                                           | BEL NED COD FRA RSA                              | Az új hang díja                                  |
| 2023 | Crowrã                                                             | João Salaviza, Renée Nader Messora                       | POR BRA                                          | Együttes díj                                     |
| 2023 | Goodbye Julia                                                      | Mohamed Kordofani                                        | SUD                                              | A szabadság díja                                 |
| 2024 | Kou Csen (勾陣, Gou Zhen)                                          | Kuan Hu (管虎, Guan Hu)                                  | CHN                                              | Un Certain Regard díj                            |
| 2024 | L’Histoire de Souleymane                                           | Boris Lojkine                                            | FRA                                              | A zsűri díja                                     |
| 2024 | Les Damnés                                                         | Roberto Minervini                                        | BEL ITA USA                                      | A rendezés díja (megosztva)                      |
| 2024 | On Becoming A Guinea Fowl                                          | Rungano Nyoni                                            | IRL UK USA ZMB                                   | A rendezés díja (megosztva)                      |
| 2024 | The shameless                                                      | Anasuya Sengupta                                         | IND                                              | A legjobb színésznő díja                         |
| 2024 | L’Histoire de Souleymane                                           | Abou Sangaré                                             | FRA                                              | A legjobb színész díja                           |
| 2024 | Vingt Dieux !                                                      | Louise Courvoisier                                       | FRA                                              | Az ifjúság díja                                  |
| 2024 | Norah                                                              | Tawfik Alzaidi                                           | SAU                                              | Külön dicséret                                   |